# Qaytarma
Ansamblul Qaytarma (pronunțat „Haitarma”), cunoscut inițial sub denumirea de Ansamblul de Stat de Cântece și Dansuri al Tătarilor Crimeeni, este un grup artistic de muzică și dans tradițional tătar crimeean. A fost înființat în 1939 la Simferopol, sub egida Filarmonicii de Stat din Crimeea, avându-i ca principali coordonatori pe İlyas Bahşış⁠(d) (director artistic), Yaya Şerfedinov⁠(d) (director muzical) și Üsein Baqqal (coregraf). 
După deportarea întregii populații tătare din Crimeea în anul 1944, ansamblul a fost desființat de autoritățile sovietice. În 1957, în contextul exilului forțat al tătarilor crimeeni în Uzbekistan, ansamblul a fost reînființat, devenind un simbol al păstrării identității culturale în ciuda represiunilor.
Ansamblul a fost reînființat în Crimeea în 1992, după întoarcerea tătarilor din Crimeea în regiune. Mulți artiști celebri tătari din Crimeea au lucrat pentru ansamblu la un moment dat, printre care Enver Şerfedinov⁠(d), Sabriye Erecepova, Edem Nalbandov și mulți alții.
Din cauza cenzurii cuvântului „tătar din Crimeea”, grupul recreat și-a schimbat numele în ansamblul Qaytarma, în loc să păstreze denumirea originală, Ansamblul de Cântec și Dans al Tătarilor din Crimeea. Melodiile pe care ansamblul le putea interpreta în perioada exilului erau puternic restricționate de cenzură, deoarece piesele care făceau referire la Crimeea sau care erau percepute ca aluzive la Crimeea erau interzise.